# سوزان غري اكيرز
سوزان غري اكيرز (بالإنجليزية: Susan Grey Akers)‏ هي مُدرسة وأمينة مكتبة أمريكية، ولدت في 3 أبريل 1889 في ريتشموند في الولايات المتحدة، وتوفيت في 30 يناير 1984 في تشابل هيل في الولايات المتحدة.